# Шабаш

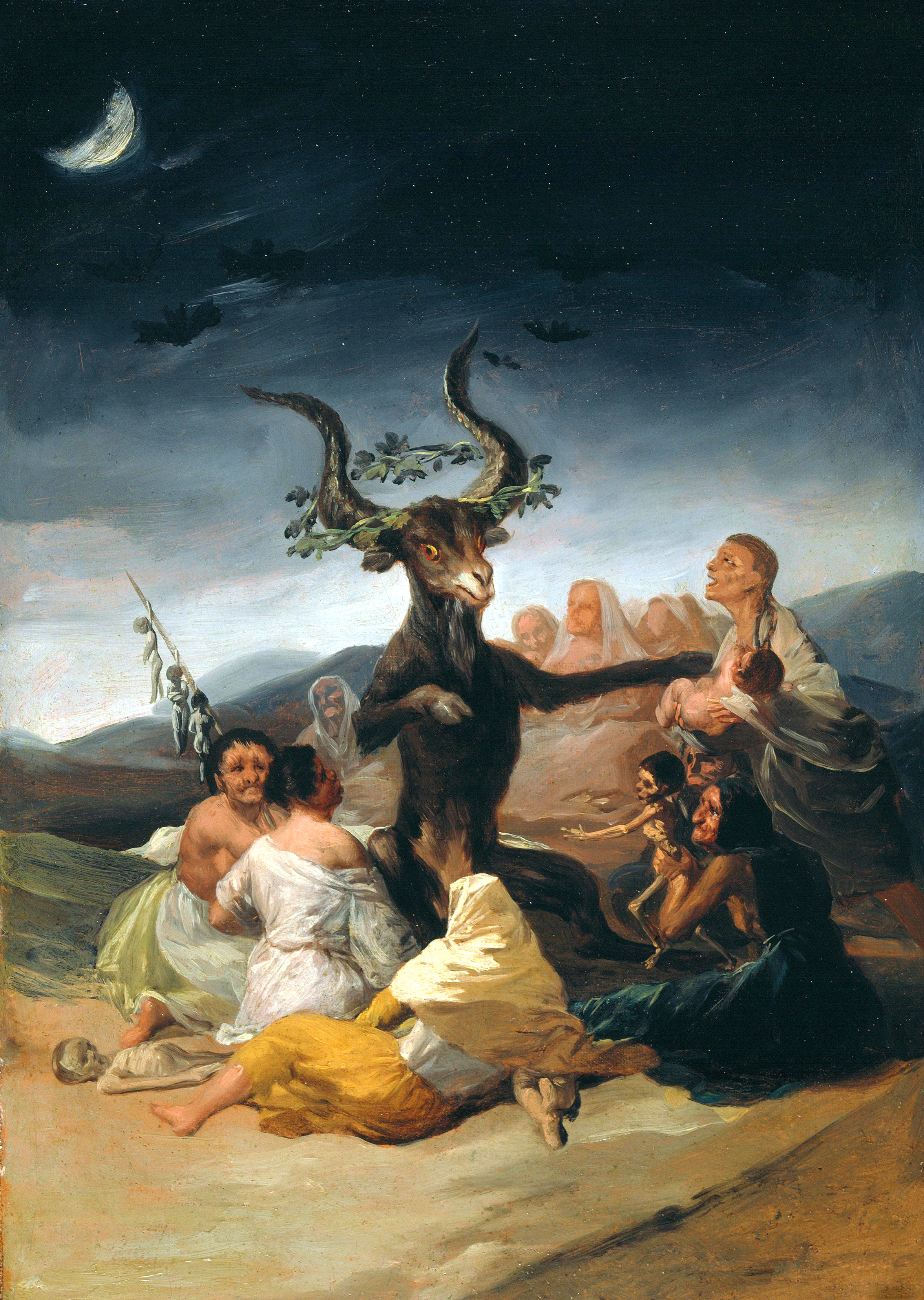
«Шабаш ведьм в стране басков», Франсиско Гойя, 1797—1798

Ша́баш (от шаббат ивр. שַׁבָּת‎, суббота в иудаизме, через польское szabas) — в мифологии народов Европы торжественные ночные собрания ковена (ведьм и других лиц) для совместного проведения обрядов, сопровождающиеся разгулом.

## Этимология и антисемитский контекст
Слово заимствовано через пол. szabas из еврейско-нем. Schabbes 'суббота' от др.-евр. šabbāɵ‬ с тем же значением.
По мнению итальянского историка Карло Гинзбурга, понятие «шабаш ведьм» сформировалось в Западных Альпах примерно в середине XIV века на фоне сфабрикованного обвинения евреев «в отравлении вод и распространении заразы» во время эпидемии чумы. Впоследствии оно служило целям сегрегации и изгнания маргинальных с точки зрения доминирующей христианской культуры групп, в том числе и евреев.
Постепенно коннотация произошедшего от еврейского названия субботы слова шабаш в христианской литературе и европейских языках приобрела негативный характер. Так стали называть любую «богопротивную бесовскую сходку», демонизируя евреев сопоставлением их с чертями и ведьмами.
Михаил Байтальский в 1975 году отмечал, что тенденция использования слова «шабаш» в контексте негативного отношения к евреям сохранялась в советской прессе: «шабашем» называли любое состоящее из евреев «неугодное собрание», в частности, прошедший в Брюсселе Еврейский конгресс.

## Ведовские сборища

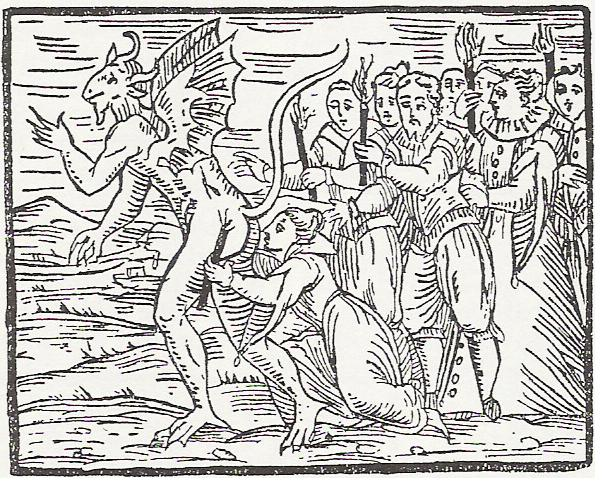
Срамный поцелуй, Compendium Maleficarum, Франческо Мария Гуаццо, 1608

Самые ранние представления о ведовских сборищах указывают на ночные полёты ведьм по воздуху для вызывания гроз и ливней, для скрадывания Солнца, Луны, звёзд и т. п. Такие ночные поезда рисует нам «Эдда», где ведьмы называются queldridha (abendreiterin — ночные всадницы). В славянском фольклоре ведьмы, летая ночью по воздуху, блестят яркими огоньками, то есть молниями. Такими быстролётными поездами носились по поднебесью и старые боги-покровители чародейства: Один со своим неистовым воинством и Фрейя. Подобно старым богам, Тору, разъезжавшему на козлах, Фрее — на борове, Гиндле — на волке и т. д., ведьмы совершают свои полёты на излюбленных животных мифологии — на волках, взнузданных и погоняемых змеями, на кошках, козлах, медведях, на оленях и т. п.
Поздние ведьмы довольствуются в своих полётах мётлами, кочергами, ухватами, лопатами, граблями и просто палками, по мере надобности то ударяя по тучам и производя дождь, то начисто выметая небо от затемняющих его туч. Русские ведьмы и баба-яга носятся по воздуху в железной ступе (котле — туче), погоняя пестом или клюкой и заметая след помелом, причём земля стонет, ветры воют, а духи нечистые издают дикие вопли. Перед полётом ведьмы мажут себя волшебными мазями, брызгают водой, вскипячённой вместе с пеплом купальского костра (русская мифология), творят заговоры и т. д. Иногда ведьмы совершенно теряют земной облик, рисуясь, подобно облачным девам, прядущими при лунном свете свою небесную пряжу (туманы), белящими холсты или моющими своё бельё, развешивающими его для сушки на белых облаках. Типичные шабаши ведьм появляются только после введения христианства, когда старые боги сливаются с Дьяволом, ищущим себе поклонников, и языческие празднества с их обрядами преследуются церковью как служение Дьяволу.
Смешение обоих элементов мы находим в шабаше. Горы, излюбленные места языческих жертвоприношений и обиталища богов, становятся обычными пунктами для шабашей ведьм (Лысая гора у Киева, где некогда стояли главные кумиры славян, Бабьи горы y чехов и словаков, гора Шатрия у литовцев, вершина горы Брокен, гора Блокула в Швеции, Шварцвальд и др. у германцев и т. д.). Время сборищ приурочено к старым языческим праздникам. Главные сборища у русских происходили три раза в год: на коляду, при встрече весны и в ночь Ивана Купалы (празднество Перуну, заливающему зной дождевыми потоками). У немцев главный полёт ведьм происходит в ночь с 30 апреля на 1 мая — Вальпургиеву ночь (нем. Walpurgisnacht), некогда посвящённую Фрейе. Немецкое предание об этой ночи лучше всего характеризует смешанные черты шабаша.
Среди сонма ведьм они докладывают ему о содеянных ими злых деяниях и сговариваются о планах новых дел, причём в случае недовольства которой-нибудь из них Сатана тут же награждает ударами провинившуюся. По окончании деловой церемонии, при свете факелов, зажжённых от пламени, которое горит между рогами большого козла, приступают к пиршеству: едят лошадиное мясо, а напитки пьют из коровьих копыт и лошадиных черепов. Затем следует бешеная постыдная пляска ведьм с чертями, от которой на другой день остаются на месте следы ног коровьих и козьих. Инструментами для музыкантов служат вместо волынки лошадиная голова, а вместо смычка — кошачий хвост. Далее совершается сожжение козла, чёрного быка и чёрной коровы.
Шабаш оканчивается свальным соитием при полном мраке, после чего ведьмы на своих метлах возвращаются домой. Точно так же в русском фольклоре на вешний Юрьев день (соответствующий Вальпургиевой ночи), посвящённый громовнику, и в ночь на 24 июня (Ивана Купалы), посвящённую Перуну, ведуны и ведьмы с распущенными косами в белых развевающихся сорочках или звериных шкурах или совсем обнажённые собираются на Лысую гору, творят буйные, нечестивые игрища, пляшут вокруг кипящих котлов и чёртова требища, совещаются на пагубу людей и животных, ищут волшебные зелья (ср. миф о Перуновом пламенном цвете) и т. д.

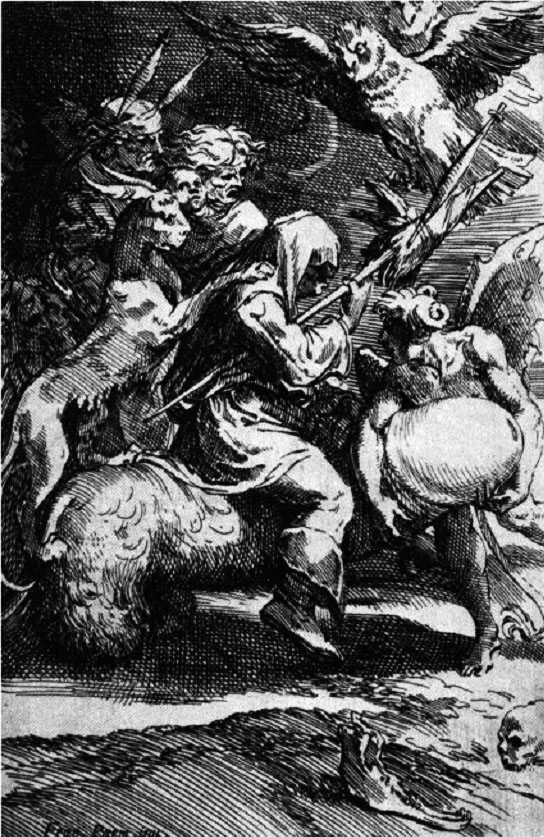
Шабаш ведьм, Франческо Пармиджанино, 1530

По преданиям, собранным у И. П. Сахарова, с 26 декабря начинаются бесовские потехи; ведьмы со всего света слетаются на Лысую гору на шабаш и сдружаются там с демонами; 1 января ведьмы заводят с нечистыми духами ночные прогулки; 3 января, возвращаясь с гулянья, задаивают коров; 18 января теряют память от излишнего веселья. Аналогичные поверья имеются у славян и у литовцев. За железным столом или на троне восседает сам Сатана (у чехов — в образе чёрного кота, петуха или дракона), а ведьмы предаются разгулу и любовным гульбищам с бесами, поют, пляшут и объедаются. Все характерные черты ведовских собраний, начиная с места и времени их совершения, характерных животных старого культа (козёл, змей, петух, кошка и т. д.), жертвоприношений, общих пиршеств, плясок, звериных шкур (тотемистический обряд) и т. д., вплоть до сексуальных оргий — всё это черты языческих празднеств, с их тотемическими обрядами, жертвоприношениями, общими трапезами и оргиями, имевшими целью магически воздействовать на фаллических божеств природы (например, на празднике Ярилы). Даже фигура Сатаны, хотя совершенно новая, облечена в старые, традиционные образы зооморфных божеств — козла, дракона и т. д.
Средневековая католическая церковь считала совершенно реальными все эти народные предания и ревностно отыскивала мнимых участников легендарных сборищ, предавая их самым суровым наказаниям. В 1459 году, например, несколько человек было сожжено по оговору женщины, показавшей под пыткой перед инквизитором Бруссаром, что они слетались на шабаш на палках, смазанных кровью лягушек, откормленных освящённой просфорой, кровью детей и соком трав, поклонялись Дьяволу в образе козла, собаки, обезьяны и человека, приветствовали его постыдным поцелуем, приносили ему жертвы, молились ему, продав ему свои души, топтали крест и плевали на него, хулили Бога и Христа и после пиршества друг с другом и с Дьяволом, принимавшим образ то мужчины, то женщины, предавались самым гнусным эксцессам. Таковы были обычные обвинения в процессе ведьм. Обвиняя сначала язычников, потом евреев, отлучённых от церкви, и каббалистов, а затем и всех еретиков в служении Дьяволу, католическая церковь кончила верой в существование формального еретического культа Дьявола по ритуалу ведовских сборищ.
Ересь и формальный культ Дьявола стали синонимами. Еретики составляли «синагогу» Дьявола, устраивая в честь его периодические субботы (шаббат → шабаш). Участниками этих суббот являлись уже не жалкие ведьмы, а представители всех классов и рангов — князья светские и духовные, монахи, священники и т. д. Уже альбигойцев, которых папские легаты истребляли десятками тысяч, обвиняли в формальном культе Дьявола; им приписывали собрания, на которых Сатана присутствовал в образе кота. К концу XV века буллами пап, сочинениями инквизиторов и других церковных писателей создалась формальная, разработанная доктрина о ереси служения Дьяволу.
Целым аппаратом аргументов из писаний схоластиков, житий святых и показаний обвиняемых убеждённо доказывалось, что детали шабашей — не обман воображения, а заведомо преступные реальные и телесные деяния. В сочинении Жакерио «Flagellum hereticorum» 1458 года можно прочитать, что на шабаши ведьм являются не только женщины, но и мужчины, даже священники, монахи, вступающие в беседу с реальными бесами, от которых по формальному договору взамен отречения от Бога и церкви получают силы чародейства. На собраниях, обыкновенно происходящих по четвергам, обязательны оплёвывание и топтание креста, принесение в жертву Дьяволу осквернённых святых даров и плотский разгул. Каждый получает от Дьявола особый знак (signum diaboli).